# Techtronic Industries
 (mars 2025).
Techtronic Industries Company Limited (HKSE : 669) conçoit, fabrique et commercialise des outils électriques, du matériel électrique de plein air, des accessoires, des outils à main, des outils de traçage et de mesure, d'entretien des sols et des appareils électroménagers. Les produits de la société sont utilisés par les consommateurs, les professionnels et les utilisateurs industriels des secteurs de la maison, de la construction, de la maintenance, de l'industrie et des infrastructures, fondée en 1985 à Hong Kong. Son président Horst Julius Pudwill reçut le Hong Kong Business Awards en 2016. Le portefeuille de marques de TTI comprend  Milwaukee, AEG, Ryobi,  Homelite, Empire, Stiletto,  Hoover US, Hart, Oreck,  Vax et Dirt Devil. Il a une portée mondiale et compte plus de 22 000 emplois. TTI fabrique également des outils électriques sous le nom Ridgid par le biais d'un contrat de licence. En 2017, TTI a réalisé un chiffre d'affaires mondial de plus de 6 milliards de dollars US.